# L'allegro cantante (film 1938)
L'allegro cantante è un film italiano del 1938 diretto da Gennaro Righelli.